# António Barreiros de Seixas
António Barreiros de Seixas (Viseu, c. 1520 – Viseu, d. 1590) foi um magistrado português, que presidia à Câmara Municipal de Viseu quanto esta cidade aclamou D. Filipe I a 4 de Novembro de 1580. 

## Biografia
Doutorado em Leis pela Universidade de Salamanca, António Barreiros de Seixas era sobrinho do grande historiador João de Barros e irmão do celebrado genealogista Doutor Gaspar Barreiros.
O Doutor António Barreiros de Seixas foi, nos reinados de D. Sebastião e do cardeal D. Henrique, desembargador da Relação do Porto, corregedor das comarcas do Porto, Coimbra e Viseu, provedor da comarca do Porto, juiz das sisas de Coja e provedor dos cativos de Viseu.
Após D. Filipe II de Espanha ter sido aclamado em Lisboa, a cidade de Viseu seguiu o exemplo, a 14 de Novembro, em reunião da Câmara presidida pelo Doutor António Barreiros de Seixas, o vereador mais velho (então o presidente) e juiz pela Ordenação, estando presentes, nomeadamente, os vereadores Francisco Monteiro de Vasconcelos e Pedro de Abreu, o corregedor de Viseu Dr. Domingos Borges da Costa, o provedor de Viseu e Lamego António Fernandes de Almeida e o juiz de fora e dos órfãos Dr. Francisco da Silva. A acta foi assinada por 34 cidadãos e as chaves da cidade mandadas entregar ao duque de Alba. Mas entretanto chegou a Viseu o prior do Crato, acompanhado por Duarte de Lemos, senhor da Trofa, e a cidade resolveu atrasar a entrega das chaves. 
O Doutor António Barreiros de Seixas foi cavaleiro fidalgo da Casa Real, cavaleiro da Ordem de Cristo, e nesta ordem comendador de S. Julião de Lobão, em sucessão de seu sogro.

## Família
Era filho Rui Barreiros de Seixas, cavaleiro fidalgo da Casa Real, cavaleiro da Ordem de Cristo e comendador de Stº André de Pinhel nesta ordem, que por várias vezes também presidiu ao Senado da Câmara de Viseu (1503, 1511 e 1515) e foi juiz dos órfãos (13 de Fevereiro de 1538), recebedor das sisas (2 de Junho de 1518) e contador do almoxarifado desta cidade, e de sua mulher D. Maria de Barros, meia-irmã do historiador João de Barros, autor das «Décadas».
Casou cerca de 1563 com D. Lucrécia Correa de Azevedo, filha de Manuel de Azevedo, morgado de S. Sebastião de Besteiros e senhor da torre de Quental, em Castelões de Tondela, comendador de S. Julião de Lobão, etc.
O Doutor António Barreiros de Seixas foi pai, nomeadamente, do Dr. Lopo de Barros de Azevedo, também magistrado.